# Helena Elver
Helena Elver Hagesø (Koppenhága, 1998. március 1. –) olimpiai-és világbajnoki bronzérmes, Európa-bajnoki ezüstérmes dán válogatott kézilabdázó, irányító, az Odense Håndbold játékosa.

## Pályafutása

### Klubcsapatokban
Helena Elver Koppenhága városában született és kézilabda pályafutását is itt kezdte el, 2015-től kezdve a Hellerup IK csapatánál kézilabdázott. 2017-ben igazolt a Gudme HK csapatához, ám a szezon végeztével az első osztályú Aarhus United szerződtette. 2020 nyarán igazolt a szintén első osztályú Odense Håndbold csapatához. 2025-ben biztossá vált, hogy Elver a szezon végén távozik az Odense gárdájából és felmerült az esélye, hogy a Győri Audi ETO KC leigazolhatja a dán irányítót. 2025. január 23-án az ETO hivatalos platformján jelentette be, hogy a játékos kettő éves szerződést írt alá a klubbal.

### A válogatottban
Elver már a korosztályos válogatottakban is kapott szerepet. 2015-ban megnyerte az U17-es ifjúsági Európa-bajnokságot, 2016-ban pedig az U19-es válogatottal ezüstérmes lett a világbajnokságon. A felnőtt válogatottba 2019-ben kapott először meghívást és még az év végén bekerült a világbajnokságra utazó keretbe is. 2023-ban szerezte meg első világbajnoki bronzérmét. A 2024-es párizsi olimpián bronzérmet, az év végi Európa-bajnokságon ezüstérmet ünnepelhetett a válogatottal.